# Ctenocalus cephalotus
Ctenocalus cephalotus är en stekelart som beskrevs av Gyöö Viktor Szépligeti 1908. Ctenocalus cephalotus ingår i släktet Ctenocalus och familjen brokparasitsteklar. Inga underarter finns listade i Catalogue of Life.